# متشعب القدم
متشعب القدم أو حرباء متشعبة القدم (الاسم العلمي: Furcifer)، جنس سحالي من فصيلة الحرباء معظم أنواعه تستوطن مدغشقر، ولكن F. cephalolepis و F. polleni يستوطنان جزر القمر. بالإضافة إلى ذلك أُدخل F. pardalis إلى جزيرة لا ريونيون وموريشيوس، في حين أُدخلت حرباء مدغشقر العملاقة إلى منطقة بالقرب من نيروبي، كينيا.

## التصنيف
الاسم العام (Furcifer) مشتق من الجذر اللاتيني furci - بمعنى «متشعب» ويشير إلى شكل أقدام الحيوان.
ويضم الجنس 24 نوعًا.